# Maria Strick
Maria Strick (Den Bosch 1577 - Rotterdam (?) na 1625), ook bekend als Maria Becq, was een kalligraaf, schrijver, schooldirecteur en onderwijzer. Maria Strick was de eerste vrouwelijke Nederlandse kunstenaar die kalligrafie studeerde en meerdere boeken drukte. 
Maria Strick werd geboren als dochter van de onderwijzer Casper Becq (- 1606). Haar vader was de oprichter van een Franse en Duitse school in Delft. Strick zelf was opgeleid door haar vader en zou ook op deze school gaan lesgeven. Later zou Strick les krijgen van de schrijfmeesters Felix van Sambix (ca. 1533 - 1642) en Jan van de Velde (I) (1568 - 1623). Ze trouwde in 1598 met Hans Strick, schoenmaker. Waarschijnlijk kregen ze samen twee zoons en twee dochters. Ook na haar huwelijk bleef Strick verbonden aan de school van haar vader als onderwijzer en schoonschrijver. Na de dood van haar vader zette ze de school voort. Haar echtgenoot was inmiddels opgeleid tot graveur en graveerde vier voorbeeldboeken die ze schreef voor het schrijfonderwijs. Deze boeken werden gebruikt voor het Nederlandse schrijfonderwijs.
In 1615 verhuisde het echtpaar naar Rotterdam, waar Strick een Franse school opende.

## Bibliografie

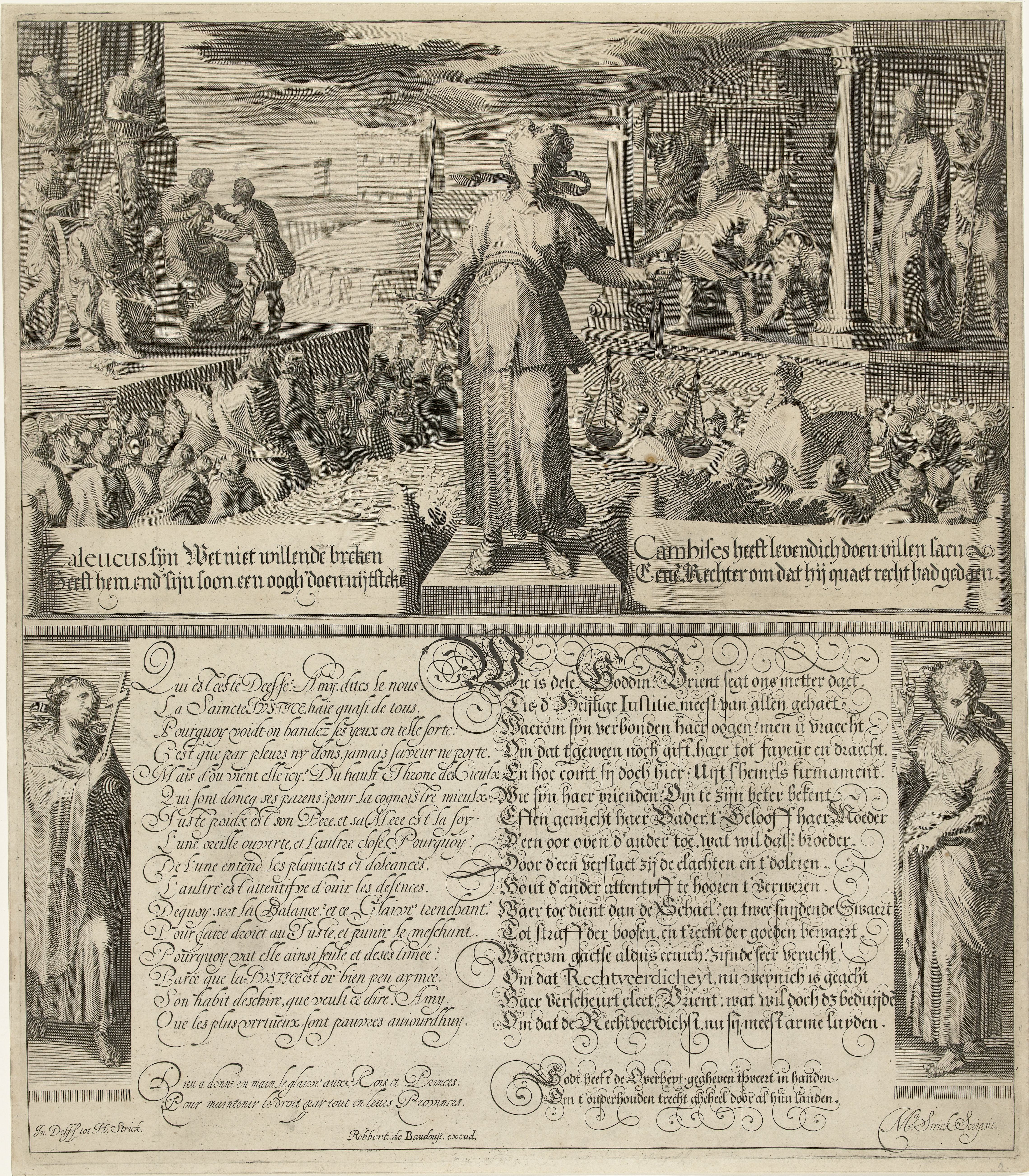
Vrouwe Justitia voor het oordeel van Zaleucus en het oordeel van Cambyses, Willem Jacobsz. Delff, 1590 - 1638 van Willem Jacobsz Delff met schoonschrift van Maria Strick
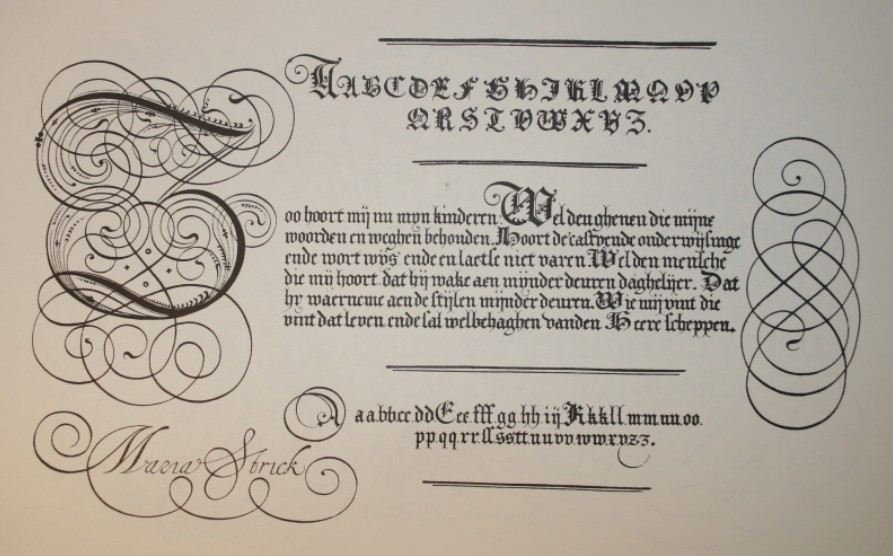
Schrijfvoorbeeld uit Schat oft voorbeelt ende verthooninge van verscheyden geschriften van Maria Strick